# Miniclip
Miniclip es una empresa suiza conocida por su sitio de juegos en línea y tambien por su videojuego Plague inc.  El sitio fue lanzado en el 2001 por Robert Small y Tihan Presbie. Small había recién salido de la universidad cuando fundó la empresa con Tihan Presbie en el 2001, y ahora proporciona cómics y postales virtuales junto con su selección de juegos ya sean ajenos o propios. Es el portal de juegos de Internet privado más grande del mundo.
En febrero de 2015 la empresa Tencent invirtió dinero en Miniclip. Desde entonces, ambas empresas están comprometidas a trabajar juntas para traer títulos de juegos Android e IOS, momento en el que Miniclip dejó mayormente de desarrollar juegos Flash para ordenador.
La mayoría de los juegos flash por Miniclip están creados en Adobe Flash o en Shockwave. Unos pocos están hechos en Java y Unity Web Player.  El sitio se encuentra traducido en inglés, alemán, español, francés, indonesio, italiano, portugués (ibérico y brasilero), ruso, turco, japonés, coreano e hindi

## Características del sitio
Los juegos Flash eran jugados en un navegador web y cada jugador podía publicar sus puntuaciones en una lista de puntuaciones. Los juegos multijugadores funcionan de la misma forma, con la diferencia de que hace falta una conexión a Internet para poder competir contra otras personas. Estos juegos son gratuitos aunque algunos tienen un sistema freemium, que trata de poder pagar con dinero real para obtener monedas con las que se pueden obtener ventajas varias dependiendo del juego.
En la página oficial también se ofrece una tabla con el Top 10 de los juegos más jugados del sitio y los juegos que acaban de ser lanzados.

## Premios Webby
Miniclip ganó los Webby's Peoples Voice Award por "El mejor sitio web de juegos" en el  2005, 2006 y  2007.

## Registro de usuarios
Miniclip tiene una opción de registro para poderse jugar a los juegos multijugador de la web. Estas cuentas de usuario también sirven para retar las puntuaciones de otros jugadores que hayan conseguido (se guarda la puntuación de cada jugador en su perfil, el cual es accesible junto a las puntuaciones obtenidas por cualquiera).
Al estar registrado en Miniclip se podrá disfrutar de los siguientes privilegios:
- Perfil del Jugador: Los jugadores registrados tienen su propia página donde sus juegos, puntuaciones, amigos, y toda la información relacionada con el jugador es compartida con los demás.

- Trofeos y logros: Se añaden al perfil debido a logros conseguidos en distintos juegos. Cuantos más trofeos se tengan, se mostrará una mejor reputación del jugador. Cada trofeo tiene su objetivo para poder conseguirlo (como por ejemplo una mínima puntuación). Todos los trofeos logrados se añadirán a la lista de trofeos del jugador. Todos los juegos suelen dar la posibilidad a adquirir nuevos trofeos (normalmente son de bronce, plata y oro, siendo el de oro el más difícil de conseguir).

- Clasificaciones: Las mejores 10 puntuaciones del día, de la semana y del mes son mostradas en los rankings de los juegos.

- Notificaciones: Cuando un jugador ha añadido a otro como amigo, al jugador añadido le aparecerá una notificación indicándole que un jugador le ha añadido a su lista, y éste decidirá si son amigos mutuos o no aceptando la solicitud.

- Avatar personalizado: Los avatares son llamados YoMe y pueden ser editados para cambiar su apariencia del YoMe. Se les puede añadir animales, objetos y también un lugar en el que estén situados. Los avatares se muestran en ciertos juegos multijugador y van unidos a las estadísticas del jugador en el juego (así como victorias o derrotas).

## 8 Ball Pool
'8 ball pool  es el juego debut de Miniclip. Tras lanzar los juegos 8 Ball Quick Fire Pool y 9 Ball Quick Fire Pool, Miniclip observó la popularidad de estos juegos de billar, los cuales eran de 1 jugador, y se abrió a posibilidades de un nuevo juego de billar multijugador. Este será el caso de 8 Ball Pool Multiplayer.
El juego comenzó adquiriendo fama con la posibilidad de jugar billar contra amigos y sus torneos de 8, 16 y 32 jugadores. Miniclip finalmente, tras unos pocos años de crecimiento del juego, actualizó para pasar a la versión 2 del juego. Esta versión se deshizo de los torneos de 16 y 32 jugadores, e implementó las monedas en el juego, las cuales para jugar contra otros jugadores se tiene que apostar una cierta cantidad, y el vencedor se lleva lo suyo y lo del otro. Se llegaban a tener hasta más de 100.000 jugadores conectados al mismo tiempo.
A lo largo de los años se han ido añadiendo nuevas características, como comprar distintos tacos y diseños de la mesa o clasificaciones semanales, torneos.
Miniclip implanta 8 Ball pool a los sistemas portables (Incluyendo Android y IOS) y el juego se hace uno de los juegos multijugador más jugado.

## Sketch Star
Sketch Star fue un sitio de Miniclip donde cada usuario podía realizar animaciones o simplemente dibujos mediante escenas. Se publicaban en la página y otros jugadores podían calificarlas. Las animaciones consideradas "mejores" y con más desempeño recibían un "Editor´s Picks" («Selección del Editor»).
Sketch Star cerró sus servicios el 16 de abril de 2013. Requería un alto nivel de mantenimiento y tampoco era muy usado por los usuarios.

## Foros
Antiguamente, llegó a existir un foro de Miniclip, pero actualmente ya no está operativo.
Los foros de Miniclip recibieron un ataque jáquer del cual Miniclip no pudo protegerse, por lo que se decidió cerrarlo para siempre. Existe un foro provisional creado por la comunidad para no perder el contacto entre los usuarios hasta que un día Miniclip abriese un nuevo foro.
En abril de 2015, Miniclip anunció la apertura de un nuevo foro tras 5 años sin foro oficial, pero esta vez no sería para discutir cualquier juego de Miniclip, sino únicamente para hablar sobre 8 Ball Pool.

## Problemas desoftwaremaliciosos
El 1 de septiembre de 2005, el Equipo de Preparación para Emergencias Informáticas de los Estados Unidos informó un problema afectando a Miniclip:
The Retro64 / Miniclip CR64 Loader ActiveX control contains a buffer overflow vulnerability. This may allow a remote, unauthenticated attacker to execute an arbitrary code on a vulnerable system. Although the ActiveX control is no longer in use by either retro64.com or miniclip.com, any system that has used certain pages of these web sites in the past (prior to September, 2005) may be vulnerable.
El control Retro64 / Miniclip CR64 Loader ActiveX contiene una vulnerabilidad de búfer. Esto podría permitir a un atacante remoto y no autentificado ejecutar un código arbitrario en un sistema vulnerable. Aunque el control ActiveX ya no se usa más ni por retro64.com o miniclip.com, cualquier sistema que ha usado ciertas páginas de estos sitios web en el pasado (antes de septiembre [de] 2005) podría verse vulnerable.
En 2006, varias firmas de seguridad reportaron que algunos usuarios de Miniclip habían instalado un "miniclipgameloader.dll" el cual contenía un código malicioso conocido como "Trojan DownLoader 3069." En ese mismo año, otras descargas relacionadas a Miniclip instalaban un malware de "alto riesgo" llamado "Trojan-Downloader.CR64Loader"